# Sesleria comosa
Sesleria comosa là một loài thực vật có hoa trong họ Hòa thảo. Loài này được Velen. miêu tả khoa học đầu tiên năm 1886.